# Chrysolampus dentatus
Chrysolampus dentatus är en stekelart som först beskrevs av Boucek 1956.  Chrysolampus dentatus ingår i släktet Chrysolampus och familjen gropglanssteklar. Inga underarter finns listade i Catalogue of Life.